# Perissomyrmex
Perissomyrmex (лат.) — род муравьёв (Formicidae) из подсемейства Myrmicinae.

## Описание
В составе трибы Myrmecinini имеет наибольшее сходство с родом Pristomyrmex Mayr, 1866, но отличается прямоугольными жвалами с двумя базальными зубцами на жевательном крае и 9-члениковыми усиками. Кроме того, у Perissomyrmex отсутствуют усиковые бороздки и пронотум без шипиков; проподеальные выступы короткие; голова и мезосома с бороздками. Нижнечелюстные щупики 4-члениковые, а нижнегубные — 2-члениковые. Шипы на заднегрудке длинные и острые. 6 видов. Китай, Индия, Непал, Бутан, Центральная Америка (Гватемала, Мексика).

## Таксономия
Род был впервые описан в 1947 году американским мирмекологом Мэрион Смит (Marion R. Smith; Insect Identification and Parasite Introduction Section, United States Department of Agriculture).
- P. bidentatus Zhou & Huang, 2006[4] (=syn. P. emarginatus Ogata & Okido, 2007[5])
- P. fissus Xu & W.H. Wang, 2004[6]
- P. guizhouensis Zhou & Huang, 2006[4]
- P. medogensis Xu & Zhang, 2012[2]
- P. monticola De Andrade, 1993[7] (=syn. P. nepalensis Radchenko, 2003[8])
- P. snyderi Smith, 1947[1]

- Голова Perissomyrmex snyderi
- Perissomyrmex guizhouensis, сверху
- Голова Perissomyrmex bidentatus
- Perissomyrmex bidentatus, сбоку